# Spiegelzahl
Eine Spiegelzahl (manchmal auch: Invertzahl, Umkehrzahl oder Kehrzahl) zu einer mehrstelligen natürlichen Zahl erhält man, indem 
man die Ziffern in  umgekehrter Reihenfolge aufschreibt, z. B. ist 4321 Spiegelzahl zu 1234. Eine Zahl ohne Spiegelzahl endet 
mit der Ziffer 0, z. B. 1230 in umgekehrter Reihenfolge  ist 0321 = 321, nur noch dreistellig.
- Ergibt sich beim Invertieren einer Zahl dieselbe Zahl, spricht man von einem Zahlenpalindrom.
- Bereits die Summe zweier Spiegelzahlen ergibt immer dann ein Palindrom, wenn die Summe der Ziffern an jeder Zahlenstelle kleiner als Zehn bleibt, es sich also keinen Zahlenübertrag bei der schriftlichen Addition ergibt, welcher die  Symmetrie des Ergebnisses zerstört.
- Aber auch, wenn man zu der Summe eines Spiegelzahlenpaares ihre Spiegelzahl addiert, so ergibt sich, meist nach wenigen Schritten, eine Palindromzahl, also z. B. 39 + 93 = 132 und 132 + 231 = 363. Bei 89 + 98 sind 24 Schritte notwendig[1]; nur bei wenigen Ausnahmen, den Lychrel-Zahlen, funktioniert dieser Algorithmus nicht.
- Besondere Spiegelzahlen sind Mirpzahlen, d. h. Primzahlen, die rückwärts gelesen wieder eine Primzahl ergeben.
- Die Differenz einer Zahl und ihrer Spiegelzahl ist (im Zehnersystem) durch 9 teilbar  (bzw. ein Vielfaches von 9).
- Die Multiplikation einer Zahl mit ihrer Spiegelzahl ist beim Kopfrechnen besonders einfach.
- Spiegelzahlen von Quadratzahlen von manchen natürlichen Zahlen verhalten sich wie deren quadrierte Spiegelzahl, also z. B.:

```
12²     = 144          |          441 = 21²
13²     = 169          |          961 = 31²
112²    = 12544        |        44521 = 211²
113²    = 12769        |        96721 = 311²
1112²   = 1236544      |      4456321 = 2111²
1113²   = 1238769      |      9678321 = 3111²
11112²  = 123476544    |    445674321 = 21111²
11113³  = 123498769    |    967894321 = 31111²
111112² = 12345876544  |  44567854321 = 211111²
1111112²= 1234569876544|4456789654321 = 2111111²
```

Für 11, 111 etc. ergeben sich dafür Palindromzahlen (siehe Tabelle dort).

## Vorkommen
Spiegelzahlen treten auf in der Mathematikdidaktik bei Rechenübungen,
in Aufgabenstellungen bei Mathematikwettbewerben, in Programmierübungen für Anfänger, bei manchen Algorithmen (wie bei der Berechnung der Kaprekar-Konstanten) sowie in der Numerologie.